# Lajthay Károly
Lajthay Károly (eredeti neve: Le Derlé, külföldön: Lajthay le Derlé Károly, Karl Lajthay, Charles Le Derlé, Charles Lederle;  Marosvásárhely, 1883. december 7. – Budapest, Erzsébetváros, 1946. augusztus 30.) magyar filmrendező, forgatókönyvíró, színész.
Arról is nevezetes, hogy a világon elsőként vitte filmre Drakula történetét. (A filmnek nem maradt fenn példánya.)

## Élete
Le Derle (Lederlé) Lajos és Lajtai Anna fiaként született. A gimnázium elvégzése és budapesti színi tanulmányai után pályája elején 1907-től vidéki színházakhoz szerződött, majd hamarosan ismét Budapestre kerülve először a Belvárosi Színházban játszott, és kapcsolatba került a filmszakmával is. Eleinte hősszerelmes szerepeket játszott, majd rendezni kezdett. 1917-ig a Sztar filmgyárral volt állandó szerződése, majd 1918-ban alapított Rex néven saját filmvállalatot, amelynek produkcióit többnyire maga rendezte. Ezt követően Bécsben dolgozott filmrendezőként. Itt mutatták be 1921-ben Drakula halála című filmjét. (A hazai bemutató pár évet késett.) 1921-es Leánybecsület című filmjét az UFA vásárolta meg.
1906. április 10-én Budapesten, az Erzsébetvárosban házasságot kötött Rácz Margit színésznővel, akitől 1912-ben elvált. 1922. május 17-én Budapesten vette feleségül a nála húsz évvel fiatalabb Tordai Erzsébetet, akitől 1927-ben vált el. 1924-ben költözött Berlinbe majd Párizsba, ahol ismét színészként dolgozott. 1938-ban tért haza, de már csak két filmben működött közre. 1944-ben vitte filmre azonos címmel Nagyiványi Zoltán Sárga kaszinó című regényét. Utolsó felesége Dolly Davies volt. Halálát agyvérzés okozta.

## Filmjei
- 1918 – Átkozott sors, magyar filmdráma, rendező
- 1918 – Az ikrek, producer, rendező
- 1918 – Lobogó vér
- 1919 – Átok vára, producer, író, rendező
- 1919 – Vorrei Morir, rendező 1918
- 1919 – Sundal, producer, rendező 1918
- 1919 – Júlia kisasszony, rendező, forgatókönyvíró
- 1919 – Az ősasszony, rendező
- 1919 – A kormánybiztos, rendező
- 1919 – A csempészkirály, rendező
- 1920 – Tláni, az elvarázsolt hercegasszony,[7] producer, rendező
- 1920 – A levágott kéz
- 1920 – Páter Sebastian, rendező
- 1920 – Uhle Sebestyén, rendező
- 1920 – Marcello P. Crespo, rendező
- 1921 – Drakula halála,[8] író, rendező (Elveszett)
- 1922 – Olavi, író, rendező (Elveszett)
- 1923 – Leánybecsület, rendező
- 1923 – A három pofon, író, rendező
- 1927 – Todessturz im Zirkus Cesarelli (Charles de Derlé)
- 1936 – L'enfant du Danube, rendező
- 1944 – Sárga kaszinó (Lajthay le Derlé Károly néven) producer, rendező, forgatókönyvíró

## Író, forgatókönyvíró egyéb filmeknél
- 1917 – Raskolnikov[9]
- 1917 – Harrison és Barrison
- 1919 – Átok vára (író)
- 1942 – Isten rabjai, magyar filmdráma, társíró

## Színészként
- 1916 – A karthausi ... Armand
- 1917 – A magyar föld ereje
- 1917 – Raskolnikov[9] ... Marmeladov (forgatókönyvíró is)
- 1917 – A senki fia ... Walden Henrik báró
- 1917 – Szent Péter esernyője ... Bély János plébános
- 1917 – Harrison és Barrison (forgatókönyvíró is)
- 1917 – A riporterkirály
- 1917 – A vasgyáros ... Prince Bligny (mint Charles Lederle)
- 1917 – Nyakék (as Charles Lederle)
- 1917 – Gazdag szegények ... Count Oszkár (mint Charles Lederle)
- 1918 – Radmirov Katalin – Éjjeli menedékhely ... Milovsky gróf
- 1918 – Havasi szerelem
- 1918 – Nászdal ... Izau, zongoramüvész
- 1918 – Havasi szerelem
- 1918 – Harrison és Barrison II
- 1918 – A Gazdag szegények ... Oszkár gróf
- 1918 – A bánya titka, magyar némafilm
- 1920 – Marcello P. Crespo